# Stichting Sportvereniging Roda Juliana Combinatie 2016-2017
Questa voce raccoglie le informazioni riguardanti lo Stichting Sportvereniging Roda Juliana Combinatie nelle competizioni ufficiali della stagione 2016-2017.

## Stagione

### Rosa
Rosa aggiornata al 2 febbraio 2017
| N. |                                 | Ruolo | Calciatore               |
| -- | ------------------------------- | ----- | ------------------------ |
| 1  | Paesi Bassi (bandiera)          | P     | Benjamin van Leer        |
| 2  | Slovenia (bandiera)             | D     | Martin Milec             |
| 3  | Paesi Bassi (bandiera)          | D     | Christian Kum            |
| 4  | Bosnia ed Erzegovina (bandiera) | D     | Ognjen Gnjatić           |
| 5  | Paesi Bassi (bandiera)          | D     | Ard van Peppen           |
| 6  | Paesi Bassi (bandiera)          | C     | Nathan Rutjes            |
| 7  | Belgio (bandiera)               | C     | Tom Van Hyfte (capitano) |
| 8  | Marocco (bandiera)              | C     | Adil Auassar             |
| 9  | Germania (bandiera)             | A     | Dani Schahin             |
| 10 | Svezia (bandiera)               | C     | Simon Gustafson          |
| 11 | Belgio (bandiera)               | C     | Beni Badibanga           |
| 14 | Nigeria (bandiera)              | C     | Abdul Ajagun             |
| 15 | Paesi Bassi (bandiera)          | C     | Gyliano van Velzen       |
| 16 | Spagna (bandiera)               | C     | Marcos Gullón            |
| 17 | Paesi Bassi (bandiera)          | A     | Mikhael Rosheuvel        |
| 18 | Paesi Bassi (bandiera)          | C     | Jens van Son             |

| N. |                        | Ruolo | Calciatore            |
| -- | ---------------------- | ----- | --------------------- |
| 19 | Paesi Bassi (bandiera) | C     | Mitchel Paulissen     |
| 20 | Paesi Bassi (bandiera) | D     | Daryl Werker          |
| 21 | Bulgaria (bandiera)    | C     | Simeon Rajkov         |
| 22 | Belgio (bandiera)      | P     | Yves De Winter        |
| 23 | Galles (bandiera)      | A     | Simon Church          |
| 24 | Austria (bandiera)     | C     | Stefan Savić          |
| 25 | Grecia (bandiera)      | A     | Athanasios Papazoglou |
| 26 | Paesi Bassi (bandiera) | P     | Nick Wolters          |
| 27 | Germania (bandiera)    | D     | Frederic Ananou       |
| 29 | Francia (bandiera)     | C     | Lyes Houri            |
| 30 | Paesi Bassi (bandiera) | C     | Mohamed El Makrini    |
| 31 | Paesi Bassi (bandiera) | D     | Danny Stassar         |
| 32 | Belgio (bandiera)      | D     | Ali Yaşar             |
| 33 | Belgio (bandiera)      | D     | Kahraman Demirtapa    |
| 44 | Belgio (bandiera)      | D     | Bryan Verboom         |
|    | Paesi Bassi (bandiera) | P     | Hidde Jurjus          |